# Медвежье (озеро, Иркутская область)
Медвежье — высокогорное плотинное озеро в Иркутской области России.
Расположено на высоте 1322 м над уровнем моря в верховье реки Озёрной (бассейн Агула), в Нижнеудинском районе, примерно в 217 км западнее города Нижнеудинска, на территории Тофаларского природного заказника федерального значения, и вместе с Агульским озером является одной из достопримечательностей этой особо охраняемой природной территории.
Озеро вытянуто в меридиональном направлении и окружено отрогами Канского Белогорья — Приозёрным хребтом с запада и Медвежьим хребтом с востока. Длина озера — 7,2 км, ширина — до 1,2 км, площадь — 4,3 км², площадь водосборного бассейна — 33,5 км². Максимальная глубина — 63 метра, температура воды в конце июля — 10—12 °C.
- Бассейновый округ — Енисейский[6]
- Речной бассейн — Енисей[6]
- Речной подбассейн — Енисей между слиянием Большого и Малого Енисея и впадением Ангары[6]
- Водохозяйственный участок — Кан[6]